# 五叶龙胆
五叶龍膽（学名：Gentiana viatrix），又名五叶秦艽，为龙胆科龙胆属的植物，是中国的特有植物。分布在中国大陆的四川等地，生长于海拔3,400米至4,800米的地区，多生在山坡草地和林缘，目前尚未由人工引种栽培。